# Moina Bergson Mathers
Pour les articles homonymes, voir Bergson (homonymie) et Mathers.
Moina Bergson Mathers (née Mina Bergson le 28 février 1865 à Genève et morte le 25 juillet 1928 à Londres) est une artiste et occultiste.

## Biographie
Elle est la sœur d'Henri Bergson et l'épouse de Samuel Liddell MacGregor Mathers. Elle participe à la fondation de l'Ordre hermétique de l'Aube dorée, puis elle dirige la société qui en prend le relais, l'Ordre Rosicrucien Alpha & Omega.
Mina Bergson est une amie proche d'Annie Horniman qu'elle rencontre lors de ses études à la Slade School of Fine Art.